# Десанты в Варангер-фьорде
Десанты на южном побережье Варангер-фьорда — тактические морские десанты, высаженные 18—25 октября 1944 года советским Северным флотом в ходе Петсамо-Киркенесской наступательной операции Великой Отечественной войны.

## План и подготовка операции
Во второй половине октября 1944 года советские войска Карельского фронта (командующий Маршал Советского Союза К. А. Мерецков) завершали освобождение советского Заполярья и продолжали наступление по побережью Баренцева моря в направлении Киркенеса, имея задачей выбить немецкие войска 20-й горной армии (командующий генерал-полковник Лотар фон Рендулич) из северных районов Норвегии. Наступление продолжалось в сложных условиях горно-тундровой местности, изобилующей глубоко вдающимися в сушу заливами, сплошными скалами, многочисленными глубокими речными долинами. Противник располагал возможностями организовать заблаговременно оборону для срыва или замедления советского наступления.
Для прикрытия фланга и содействия наступающим на Киркенес частям 14-й армии (командующий генерал-лейтенант В. И. Щербаков) было решено высадить несколько небольших тактических десантов силами Северного флота (командующий адмирал А. Г. Головко) на южном побережье Варангер-фьорда для захвата важнейших рубежей сопротивления и опорных пунктов вражеской обороны.

## Десант в заливах Суолавуоно и Аресвуоно
Утром 18 октября отряд кораблей в составе трёх катеров «большой охотник» и трёх катеров «малый охотник» высадили двумя группами в заливах Суолавуоно и Аресвуоно первый десант (4-й батальон 12-й отдельной бригады морской пехоты, 485 человек, командир майор Блохин Г. Р.). Высадка произведена в труднодоступном месте, без противодействия противника. Десант немедленно начал наступление на запад, громя и уничтожая разрозненные подразделения отходящего противника. При боевых действиях с десантниками совместно действовала авиация флота, совершавшая до 50 боевых вылетов. К исходу 19 октября десант с минимальными потерями овладел населенными пунктами Афанасьев, Турунен, Вуореми и вышел на границу с Норвегией.

## Десант в Кобхольм-фьорде
На рассвете 23 октября в Кобхольм-фьорде отряд кораблей (1 катер «большой охотник», 4 торпедных катера, 3 катера-тральщика, 2 сторожевых катера) высадил второй десант в составе батальона из той же бригады морской пехоты и отряда из состава 125-го полка морской пехоты (625 человек). В районе высадки десантом были захвачены немецкая артиллерийская батарея 150-мм орудий и склад боеприпасов. Затем вместе с наступавшими войсками десант очистил от противника район от государственной границы до Яр-фьорда.

## Десант в Холменгро-фьорде
К 24 октября части 14-й армии вышли на подступы к городу Киркенес. Для содействия войскам в овладении городом командующий флотом решил высадить десант в заливе Холменгро-фьорд с задачей отвлечь на себя часть сил противника и создать угрозу его тылу. 24 октября там на 1 сторожевом катере был высажен передовой отряд (неполная рота морской пехоты), занявший важные высоты на побережье, блокировавший выход из гавани и обеспечивший удержание района высадки основного десанта.
Утром 25 октября отряд кораблей флота (1 катер «большой охотник», 12 торпедных катеров, 3 сторожевых катера) высадили в намеченном районе основной десант в составе двух батальонов морской пехоты (835 человек, командир полковник Акулич А. И.). Ещё один батальон морской пехоты в это же время был высажен в Яр-фьорде. В течение дня 25 октября советские войска 14-й армии и высаженные десанты штурмом овладели Киркенесом. Местное норвежское население в массовом порядке оказывало советским войскам и морякам самую активную помощь.
Через несколько дней активные боевые действия в Заполярье прекратились.

## Итоги десантов
Все три десанта выполнили поставленные перед ними задачи с небольшими потерями и сыграли значительную роль в содействии наступления войск 14-й армии по побережью Баренцева моря. Действия десантов были успешными в связи с учетом общей обстановки в районе боевых действий: главные силы и резервы противника в Заполярье к тому времени потерпели жестокое поражение. Все попытки остановить советское наступление предпринимались немецким командованием за счет ослабления противодесантной и береговой обороны. На море и в воздухе было достигнуто господство советских войск. В этих условиях относительно небольшие, но хорошо оснащённые и укомплектованные закалёнными в трёхлетних боях бойцами морской пехоты (значительная часть их имела опыт десантных операций) десанты флота успешно действовали в тылу противника. Хорошо было организовано взаимодействие всех родов войск.